# Cụm tác chiến Zemland
Cụm tác chiến Zemland (tiếng Nga: Земландская группа войск) là một đơn vị tác chiến chiến lược tạm thời cấp phương diện quân của Hồng quân trong Thế chiến thứ hai, hoạt động trong hai tháng tại Bán đảo Sambia ở Đông Phổ năm 1945. Cụm này tham gia chiến dịch phong tỏa thành phố Königsberg vào tháng 3, công chiếm nó vào đầu tháng 4, sau đó quét sạch các lực lượng Đức bị cô lập khác nhau trên bán đảo cho đến khi bị giải thể vào ngày 26 tháng 4 năm 1945.

## Hình thành
Theo Quyết định số 11022 ngày 9 tháng 2 năm 1945 của Stavka, các tập đoàn quân 43, 39 và Tập đoàn quân Cận vệ 11 của Phương diện quân Belorussia 3, đang hoạt động gần thành phố Königsberg của Đức, đã được chuyển thuộc Phương diện quân Pribaltic 1 nằm ở phía bắc và phía đông. Theo quyết định số 11032 ngày 21 tháng 2 năm 1945, Phương diện quân Pribaltic 1 sẽ được biên chế lại thành Cụm tác chiến Zemland từ ngày 24 tháng 2. Cụm được đặt dưới quyền chỉ huy của Đại tướng I.K. Bagramyan, nguyên Tư lệnh Phương diện quân Pribaltic 1, sau đó chuyển thuộc quyền của Phương diện quân Belorussia 3 trong giai đoạn cuối của Chiến dịch Đông Phổ.
Kể từ ngày 1 tháng 3, biên chế của Cụm như sau:
- Tập đoàn quân Cận vệ 11
- Tập đoàn quân 39
- Tập đoàn quân 43
- Tập đoàn quân Không quân 3 [2]

Đến đầu tháng 4, ngay trước khi bắt đầu cuộc tấn công cuối cùng, Cụm được biên chế tăng cường thêm hai tập đoàn quân:
- Tập đoàn quân Cận vệ 2
- Tập đoàn quân 50

### Giải thể
Vào ngày 26 tháng 4, Cụm tác chiến Zemland được giải thể. Hầu hết các đơn vị trực thuộc được chuyển về Phương diện quân Belorussia 3, do tướng Bagramyan giữ quyền Tư lệnh trong suốt thời gian còn lại của chiến tranh.